# Plectropterus gambensis
Plectropterus gambensis là một loài chim trong họ Vịt.

## Miêu tả
Con trưởng thành 75–115 cm (30–45 in) và cân nặng trung bình 4–6,8 kg (8,8–15,0 lb), hiếm khi lên đến 10 kg (22 lb), với con trống lớn hơn thấy rõ so với con mái. Sải cánh trải dài từ 150 đến 200 cm (59 đến 79 in). Trung bình, cân nặng con trống khoảng 6 kg (13 lb) còn cân nặng con mái khoảng 4,7 kg (10 lb). Theo các cách đo tiêu chuẩn, sải cánh dài 42,5 đến 55 cm (16,7 đến 21,7 in), mỏ dài 5,7 đến 6,4 cm (2,2 đến 2,5 in) và khối xương cổ chân dài 5,7 đến 12 cm (2,2 đến 4,7 in).